# Małolat (film)
Małolat lub Poszukiwani idealni rodzice – amerykańska tragikomedia z 1994 roku na podstawie powieści Alana Zweibela. W Polsce film znany także pod tytułem Poszukiwani idealni rodzice.

## Fabuła
11-letni North czuje się zaniedbywany przez rodziców. Wytacza im proces sądowy. Wyrok jest nietypowy: ma w ciągu dwóch miesięcy znaleźć nowych rodziców, inaczej trafi do domu dziecka. Wyrusza w podróż. Na drodze znajduje różnych ludzi. Ale pomaga mu anioł stróż.

## Obsada
- Elijah Wood – North
- Jason Alexander – Ojciec Northa
- Julia Louis-Dreyfus – Matka Northa
- Marc Shaiman – Pianista
- Jussie Smollett – Adam
- Taylor Fry – Zoe
- Alana Austin – Sarah
- Bruce Willis – narrator/Anioł stróż
- James F. Dean – Ojciec Smith
- Glenn Walker Harris Jr. – Jeffrey Smith
- Dan Aykroyd – Ojciec Tex
- Reba McEntire – Mama Tex
- Graham Greene – Ojciec z Alaski
- Kathy Bates – Mama z Alaski
- Scarlett Johansson – Laura Nelson
- Jesse Zeigler – Bud Nelson
- Emma Lahana – Sąsiadka #1
- Anne Hutchinson – Sąsiadka #2

i inni

## Nagrody i nominacje
Nagrody Saturn 1994
- Najlepszy młody aktor/aktorka – Elijah Wood (nominacja)

Złota Malina 1994
- Najgorszy film – Rob Reiner, Alan Zweibel (nominacja)
- Najgorsza reżyseria – Rob Reiner (nominacja)
- Najgorszy scenariusz – Alan Zweibel, Andrew Scheinman (nominacja)
- Najgorszy aktor – Bruce Willis (nominacja)
- Najgorszy aktor drugoplanowy – Dan Aykroyd (nominacja)
- Najgorsza aktorka drugoplanowa – Kathy Bates (nominacja)